# チチュウカイモンクアザラシ
チチュウカイモンクアザラシ Monachus monachus はモンクアザラシ属に分類されるアザラシの一種。

## 分布
大西洋（カナリア諸島・マデイラ諸島・モーリタニア）、地中海、アドリア海東部、エーゲ海、黒海南西部

## 形態
体長230-280センチメートル。体重250-400キログラム。背面の毛衣は黒や褐色、灰色。腹面には白い斑紋が入る。
出産直後の幼獣は全長80センチメートル。全身の毛衣が黒い。

## 生態
食性は動物食で、魚類、軟体動物を食べる。
繁殖形態は胎生。5-11月（主に9-10月）に海食洞内の砂浜などで1回に1頭の幼獣を産む。授乳期間は6週間だが、4か月授乳した例もある。生後4年で性成熟した例がある。寿命は23年。

## 人間との関係
ギリシャ神話に登場するセイレーンのモデルになったと考えられている。
地中海東部では漁業と競合する害獣とみなされることもあり、駆除されることもある。
乱獲、漁業との競合や混獲、人間による撹乱（繁殖地への侵入による育児放棄）などにより生息数は激減している。ギリシャやモーリタニアでは大規模な個体群がいるが、他地域では個体群が小さく分散的。大規模な繁殖地であるカボ・ブランコでは1978年の洞窟の崩落により50頭が死亡したとされる。